# フランツ・ヨーゼフ・ラインル
フランツ・ヨーゼフ・ラインル（ドイツ語: Franz Josef Reinl、1903年3月25日 - 1977年2月14日）は、オーストリアの作曲家。

## 生涯
1919年にウィーン国立音楽大学に入学し、1926年にカペルマイスターの学位を修得した。数々のコンペティションに参加し、数多くの賞を受賞した。その後は、作曲活動に専念するが、軽音楽の需要の高まりと収益性の向上に関心を払っていた。
第二次世界大戦後はバーデン＝ヴュルテンベルク州へ移り、主にラジオ局で活躍していた。
1977年2月14日にトリップシュタットで亡くなった。
ハープ奏者でもあった妻ヒルデ・ラインル（Hilde Reinl）によって、フランツ・ヨーゼフ・ラインル基金が設立され、作曲家とハープ奏者のためのコンペティション（コンクール）が開催されている。

## 作品
- 歌劇『ミカドの子』（Der Sohn des Mikado）